# Thích Hành Vũ
Trương Thục Vũ (张淑武, sinh ngày 27 tháng 12 năm 1978), hay còn được biết đến với nghệ danh Thích Hành Vũ hoặc Thích Ngạn Năng, là một nam diễn viên kiêm võ sư người Trung Quốc. Ngoài công việc diễn viên, anh còn là một nhà sư từng tu tại chùa Thiếu Lâm.

## Danh sách phim
- Aan: Men at Work (2004)
- Kung Fu Hustle (2004)
- Dragon Tiger Gate (2006)
- Fatal Contact (2006)
- Flash Point (2007)
- My Wife Is a Gambling Maestro (2008)
- Ip Man (2008)
- Bodyguards and Assassins (2009)
- Black Ransom (2010)
- Just Another Pandora's Box (2010)
- No Limit (2011)
- Shaolin (2011)
- Treasure Hunt (2011)
- Journey to the West: Conquering the Demons (2013)
- Princess and the Seven Kung Fu Masters (2013)
- The Wrath of Vajra (2013)
- Angel Warriors (2013)
- The White Storm (2013)
- Kung Fu Jungle (2014)
- The Taking of Tiger Mountain (2014)
- Keeper of Darkness (2015)
- Oh My God (2015)
- Super Bodyguard (2016)
- Line Walker (2016)
- The Deadly Reclaim (2016)
- S.M.A.R.T. Chase (2017)
- Master Z: The Ip Man Legacy (2018)
- Treasure Union (2018)
- The Bravest Escort Group (2018)
- The Heart (2019)